# Кукличи (Гомельская область)
Кукличи (бел. Куклічы) — деревня в Чечерском районе Гомельской области Белоруссии. Входит в состав Залесского сельсовета.
На севере и западе граничит с Чечерским биологическим заказником.

## География

### Расположение
В 9 км на восток от Чечерска, 46 км от железнодорожной станции Буда-Кошелёвская (на линии Гомель — Жлобин), 74 км от Гомеля.

### Гидрография
На реке Молинка (приток реки Покать).

## Транспортная сеть
Транспортные связи по просёлочной, затем автомобильной дороге Светиловичи — Залесье. Планировка состоит из 2 частей: южной (2 меридиональные улицы соединённый на севере короткой, с почти широтной ориентацией улицей) и северной (к широтной улице перпендикулярно присоединяется на востоке короткая улица). Застройка преимущественно двусторонняя, жилые дома деревянные, усадебного типа.

## История
Согласно письменным источникам известна с начала XVIII века как селение в Речицком повете Минского воеводства Великого княжества Литовского. Согласно инвентарю 1704 года 2 дыма, в 1726 году их количество удвоилось, в Залесском войтовстве Чечерского староства. Согласно описанию Чечерской волости 1765 года 9 дымов, владение помещика Шелюты.
После 1-го раздела Речи Посполитой (1772 год) в составе Российской империи. Согласно ревизским материалам 1859 года во владении графа Чернышова-Кругликова. С 1880 года работал хлебозапасный магазин. В 1909 году 303 десятины земли, мельница, в Покотской волости Гомельского уезда Могилёвской губернии.
В 1926 году действовали почтовый пункт, школа, в Залесском сельсовете Чечерского района Гомельского округа. В 1932 году организован колхоз, работала паровая мельница. 59 жителей погибли на фронтах Великой Отечественной войны. Согласно переписи 1959 года в составе колхоза «Звезда» (центр — деревня Залесье).

## Население

### Численность
- 2004 год — 62 хозяйства, 109 жителей.

### Динамика
- 1704 год — 2 дыма.
- 1726 год — 4 дыма.
- 1765 год — 9 дымов.
- 1897 год — 31 двор, 243 жителя (согласно переписи).
- 1909 год — 47 дворов, 320 жителей.
- 1959 год — 515 жителей (согласно переписи).
- 2004 год — 62 хозяйства, 109 жителей.